# 刘训峰
刘训峰（1965年5月—），男，汉族，安徽含山人，中华人民共和国企业家、政治人物，研究生学历，工学硕士，教授级高级工程师职称。现任中芯国际董事长，第十四届全国政协委员。

## 生平
1985年10月加入中国共产党，1989年7月参加工作。2010年毕业于西安交通大学管理科学与工程专业，获管理学博士学位，同时为中欧国际工商学院工商管理硕士、华东化工学院（现称华东理工大学）化学工程系反应工程专业硕士及教授级高级工程师。历任上海石化总厂芳烃厂技术员、副总工程师，上海石化股份有限公司乙烯厂副总工程师，上海石化股份有限公司投资工程部副主任、总经理助理、副总经理，上海赛科石化公司董事、副总经理，上海化学工业区发展有限公司董事、副总经理，上海华谊(集团)公司党委副书记、总裁、党委书记、董事长，兼上海氯碱化工股份有限公司董事长、上海化学工业区发展有限公司副董事长。2023年7月17日，任中芯国际董事长。